# آیا لازم است مردان پیاده به منزل بروند؟
آیا لازم است مردان پیاده به منزل بروند؟ (به انگلیسی: Should Men Walk Home?) یک فیلم کمدی صامت کوتاه آمریکایی به کارگردانی لئو مک‌کری است که در سال ۱۹۲۷ منتشر شد. از بازیگران این فیلم می‌توان به اولیور هاردی، میبل نورماند، کریتن هالی، یوجین پلت، ادگار دیرینگ، فی هولدرنس و بلانش پیسون اشاره کرد.